# Gremien des 18. Deutschen Bundestags
Neben dem Bundestagsausschüssen gibt es mehrere Bundestagsgremien im 18. Deutschen Bundestag.

## Akustische Überwachung (Art. 13 Abs. 6 GG)
| Mitglieder                   | Bundestagsfraktion    |
| ---------------------------- | --------------------- |
| Elisabeth Winkelmeier-Becker | CDU/CSU               |
| Stephan Mayer                | CDU/CSU               |
| Nina Warken                  | CDU/CSU               |
| Marian Wendt                 | CDU/CSU               |
| Gabriele Fograscher          | SPD                   |
| Burkhard Lischka             | SPD                   |
| Gerold Reichenbach           | SPD                   |
| Frank Tempel                 | Die Linke             |
| Irene Mihalic                | Bündnis 90/Die Grünen |

## Finanzmarktstabilisierung
| Mitglieder           | Bundestagsfraktion    |
| -------------------- | --------------------- |
| Klaus-Peter Flosbach | CDU/CSU               |
| Bartholomäus Kalb    | CDU/CSU               |
| Volkmar Klein        | CDU/CSU               |
| Antje Tillmann       | CDU/CSU               |
| Metin Hakverdi       | SPD                   |
| Hans-Ulrich Krüger   | SPD                   |
| Carsten Sieling      | SPD                   |
| Roland Claus         | Die Linke             |
| Gerhard Schick       | Bündnis 90/Die Grünen |

## G 10-Kommission (Brief, Post-, Fernmeldegeheimnis)
Die Mitglieder sind:
| Mitglieder                           | Parteizugehörigkeit | Stellvertreter   | Parteizugehörigkeit             |
| ------------------------------------ | ------------------- | ---------------- | ------------------------------- |
| Frank Hofmann                        | SPD; kein MdB       | Wolfgang Götzer  | CSU; kein MdB                   |
| Bertold Huber (Stellv. Vorsitzender) | kein MdB            | Michael Hartmann | SPD                             |
| Ulrich Maurer                        | DIE LINKE; kein MdB | Halina Wawzyniak | DIE LINKE                       |
| Andreas Schmidt (Vorsitzender)       | CDU; kein MdB       | Wolfgang Wieland | Bündnis 90/Die Grünen; kein MdB |

## Kontrolle der Nachrichtendienste (Parlamentarisches Kontrollgremium - PKGr)
Die Mitglieder sind:
| Mitglieder                        | Bundestagsfraktion    |
| --------------------------------- | --------------------- |
| Clemens Binninger (Vorsitzender)  | CDU/CSU               |
| Stephan Mayer                     | CDU/CSU               |
| Manfred Grund                     | CDU/CSU               |
| Armin Schuster                    | CDU/CSU               |
| Gabriele Fograscher               | SPD                   |
| Burkhard Lischka                  | SPD                   |
| Michael Hartmann                  | SPD                   |
| André Hahn (Stellv. Vorsitzender) | Die Linke             |
| Hans-Christian Ströbele           | Bündnis 90/Die Grünen |

## Kriegswaffenkontrolle, Außenwirtschaft (ZFdG)
| Mitglieder          | Bundestagsfraktion    |
| ------------------- | --------------------- |
| Uwe Feiler          | CDU/CSU               |
| Axel E. Fischer     | CDU/CSU               |
| Michael Frieser     | CDU/CSU               |
| Detlef Seif         | CDU/CSU               |
| Ingrid Arndt-Brauer | SPD                   |
| Gabriele Fograscher | SPD                   |
| Manfred Zöllmer     | SPD                   |
| Jan van Aken        | Die Linke             |
| Irene Mihalic       | Bündnis 90/Die Grünen |

## Parlamentarischer Beirat für nachhaltige Entwicklung
In der 17. Sitzung des 18. Deutschen Bundestages am 20. Februar 2014 wurde der Antrag Einsetzung des Parlamentarischen Beirats für nachhaltige Entwicklung der Fraktionen CDU/CSU, SPD, FDP und BÜNDNIS 90/DIE GRÜNEN (Drucksache 18/559) einstimmig angenommen, und somit die Einrichtung des aktuellen Beirats.
Der Beirat umfasst 17 Mitglieder des Bundestages und derzeit 16 Stellvertreter.
| Mitglieder                                          | Parteizugehörigkeit | Stellvertreter       | Parteizugehörigkeit |
| --------------------------------------------------- | ------------------- | -------------------- | ------------------- |
| Maik Beermann                                       | CDU                 | Sybille Benning      | CDU                 |
| Steffen Bilger                                      | CDU                 | Helmut Heiderich     | CDU                 |
| Andreas Jung (Vorsitzender)                         | CDU                 | Christian Hirte      | CDU                 |
| Rüdiger Kruse                                       | CDU                 | Matern von Marschall | CDU                 |
| Andreas Lenz                                        | CSU                 | Martin Pätzold       | CDU                 |
| Yvonne Magwas                                       | CDU                 | Eckhard Pols         | CDU                 |
| Philipp Murmann                                     | CDU                 | Albert Weiler        | CDU                 |
| Kerstin Radomski                                    | CDU                 | Tobias Zech          | CSU                 |
| Ingrid Arndt-Brauer                                 | SPD                 | Daniela Kolbe        | SPD                 |
| Lars Castellucci (Stell. Vorsitzender und Sprecher) | SPD                 | Michael Peter Groß   | SPD                 |
| Saskia Esken                                        | SPD                 | Cansel Kiziltepe     | SPD                 |
| Jeannine Pflugradt                                  | SPD                 | Hiltrud Lotze        | SPD                 |
| Carsten Träger (Sprecher)                           | SPD                 | Detlev Pilger SPD    |                     |
| Bernd Westphal                                      | SPD                 | Michael Thews        | SPD                 |
| Annette Groth                                       | DIE LINKE           | Cornelia Möhring     | DIE LINKE           |
| Sabine Leidig                                       | DIE LINKE           | N.N.                 |                     |
| Beate Walter-Rosenheimer                            | GRÜNE               | Harald Ebner         | GRÜNE               |
| Valerie Wilms                                       | GRÜNE               | Peter Meiwald        | GRÜNE               |

## Wahlausschuss
In der 10. Sitzung des 18. Deutschen Bundestages am 29. Januar 2014 wurden die Mitglieder des Wahlausschusses gewählt.
| Mitglieder            | Bundestagsfraktion    | Ersatzmitglieder                   |
| --------------------- | --------------------- | ---------------------------------- |
| Helmut Brandt         | CDU/CSU               | Christian Hirte                    |
| Michael Grosse-Brömer | CDU/CSU               | Nadine Schön                       |
| Gerda Hasselfeldt     | CDU/CSU               | Patrick Sensburg                   |
| Volker Kauder         | CDU/CSU               | Thomas Silberhorn                  |
| Jan-Marco Luczak      | CDU/CSU               | Sebastian Steineke                 |
| Michaela Noll         | CDU/CSU               | Sabine Sütterlin-Waack             |
| Katarina Barley       | SPD                   | Gabriele Fograscher                |
| Eva Högl              | SPD                   | Dennis Rohde                       |
| Christine Lambrecht   | SPD                   | Marianne Schieder                  |
| Thomas Oppermann      | SPD                   | Sonja Steffen                      |
| Richard Pitterle      | Die Linke             | Halina Wawzyniak                   |
| Renate Künast         | Bündnis 90/Die Grünen | Katja Keul und Konstantin von Notz |